# Namihaya Dome
Il Namihaya Dome è un importante impianto sportivo situato nella Prefettura di Osaka.
È usato per vari scopi, tra questi i principali sono il nuoto (nei mesi estivi) e gli sport al coperto (pallavolo e pallacanestro).
Ha ospitato diverse manifestazioni pallavolistiche importanti come la Coppa del Mondo femminile FIVB 2007 e la Coppa del Mondo maschile FIVB 2007.